# فوج الشرطة إس إس الخامس
فوج الشرطة إس إس الخامس (بالألمانية: SS-Polizei-Regiment 5) في البداية سمي فوج الشرطة إس إس الخامس (Polizei-Regiment 5) عندما شكب في عام 1942 من وحدات الشرطة النظامية للقيام بواجبات أمنية في صربيا المحتلة. أعيد تشكيله كوحدة تابعة لشوتزشتافل في أوائل عام 1943. حل الفوج في نهاية عام 1944.

## تشكيل وتنظيم
تم طلب تشكيل الفوجفي يوليو 1942 في صربيا، ولكن لم يتم تشكيل مقر الفوج حتى 29 نوفمبر. تم إعادة تصميم كتيبة الشرطة 64 في بلغراد، صربيا، وكتيبة الشرطة 322 في سلوفينيا لتكون الكتيبتين الأولى والثانية من الفوج، على التوالي، وأنشئت الكتيبة الثالثة في برلين، ألمانيا. حلت هذه الكتيبة قبل أن تغادر برلين، وتم استبدالها بإعادة تشكيل الكتيبة الأولى من فوج الشرطة الثالث في يناير 1943. كان العميد أندرياس ماي أول ضابط فوج وظل قائداً حتى وفاته في يونيو 1944. تولى اللفتنانت كولونيل فرانز ليشتالر القيادة في 15 يوليو واستمر حتى وقت ما في أواخر عام 1944.
تم إعادة تصميم جميع أفواج الشرطة كوحدات شرطة إس إس في 24 فبراير 1943. تم حل الفوج في نهاية عام 1944 أثناء الانسحاب الألماني من صربيا. 